# Nature Reviews Microbiology
Nature Reviews Microbiology — биологический научный журнал, издаваемый Nature Publishing Group с 2003 года. Публикует обзорные статьи по микробиологии.
В 2012 году журнал обладал импакт-фактором 22,490, что является самым большим значением для обзорных журналов по микробиологии.

## О журнале
Журнал публикует обзорные статьи, посвящённые микробиологии. Основные направления исследований, представленные в журнале, включают в себя:
- Биохимия, физиология и молекулярная биология
- Генетика и геномика
- Экология, эволюция и биоразнообразие
- Клеточная микробиология
- Микробиология в среде
- Патогенез и иммунитет
- Клиническая и диагностическая микробиология
- Инфекционные болезни
- Антимикробная терапия и вакцины
- Эпидемиология и микробиология общественного здоровья
- Прикладная и индустриальная микробиология
- Обучение микробиологии
- Микробиология и общество